# Libor Balák
Libor Balák (* 10. února 1961 Brno) je český malíř, ilustrátor, kreslíř, autor komiksů a počítačových her.

## Život
Během studia na brněnské Střední uměleckoprůmyslové škole docházel na soukromé přednášky z oboru etnografie a antropologie u antropologa Jana Jelínka. Realizace prehistorických rekonstrukcí konzultoval s paleobotanikem Antonínem Hluštíkem. Ve své tvorbě byl ovlivněn spoluprací s antropologem Josefem Wolfem nebo ilustrátorem Zdeňkem Burianem.
Po ukončení studia nastoupil v roce 1980 do geologicko-paleontologické oddělení Moravského zemského muzea v Brně. V letech 1985–1987 působil též jako pedagog na Lidové škole umění a od roku 2004 učil na střední škole. Roku 2010 začal spolupracovat s vývojovými společnostmi Pterodon a Illusion Softworks, které produkovaly 2D a 3D počítačové hry (například Vietcong), ke kterým vytvářel kreslené animace.[zdroj?]
Nyní[kdy?] se zabývá zejména knižními ilustracemi a vytvářením obrazových rekonstrukcí a didakticko-popularizačních ilustrací z oboru antropologie, archeologie a paleoantropologie. Ve své tvorbě užívá akvarel, kvaš, olejomalbu a kresbu tužkou či pastelem. Jeho práce lze označit za unikátní ukázku kombinace experimentální archeologie s uměleckou rekonstrukcí světa dávno zmizelých prehistorických kultur. Jeho obrazy jsou zastoupeny ve stálých expozicích doma i v zahraničí. Je autorem několika publikací a pravidelně i nepravidelně aktualizovaných naučných webových stránek uložených například na webu Archeologického ústavu Akademie věd České republiky v Brně.
Je také učitelem výtvarné výchovy na Základní škole Janouškova v Brně.

## Dílo

### Vlastní knihy
- Dobrodružství s Bobří stopou (2003), seriály, povídky, dobrodružné příběhy, rady a nápady, hry.
- Moje první kniha o pravěku (2008), kartonové listy nabízející pohled do života pravěkých lidí.

### Webové stránky
- Antropark Archivováno 17. 8. 2015 na Wayback Machine., unikátní expozice obrazových rekonstrukcí života dávných kultur.
- Dětský Antropark[nedostupný zdroj], internetové muzeum minulosti člověka určené dětem.
- Obrazová galerie paleolitu Archivováno 19. 10. 2014 na Wayback Machine.
- Odborné texty – Paleoetnologie Archivováno 26. 7. 2015 na Wayback Machine.
- Svět pravěku Archivováno 25. 7. 2015 na Wayback Machine.
- Úvod do rekonstrukční paleoetnologie a etnologie Archivováno 17. 2. 2015 na Wayback Machine., kritický úvod do rekonstrukcí dávných kultur.

### Z knižních ilustrací
- Leon Garfield: Ďábel se skrývá v mlze (2007), obálka a frontispis.
- John Lunn: Námořníkova kletba (2005).
- Thomas Mayne-Reid: Bezhlavý jezdec (1988).
- Frederick Marryat: Bludný Holanďan (1999).
- Frederick Marryat: Syn pirátův (1998).
- Daniela Mičanová: Lucius (2001).
- Daniela Mičanová: Orlando (2002).
- Daniela Mičanová: Alexander (2002).
- Karel May: Cesta za štěstím (1997–2002), 12 svazků.
- Karel May: Černý mustang (1996).
- Karel May: Duch Llana Estacada (1996).
- Karel May: Poslední cesty obou Quitzowů (1999).
- Karel May: Syn lovce medvědů (1997).
- Karel May: Ztracený syn (2004–2006), 6 svazků.
- Janek Skalička: Hvězdy české populární hudby (1999).
- Snění v kalichu divizny  (2004).

### Knižní obálky (výběr)
- Max Brand: Údolí supů (1997).
- William Frederick Cody: Buffalo Bill (1997)
- Zane Grey: Černý štít (1993).
- Zane Grey: Dvě sombrera (1994).
- Zane Grey: Hřmící stádo (1999).
- Zane Grey: Pistolníci ze španělských hor (1993).
- Zane Grey: Zmizelá karavana (1993).
- Robert Kraft: Nobody 1994–1998, 15 svazků
- Karel May: Dukátový dvůr (1995).
- Karel May: Černý myslivec (1995).
- Karel May: Kristus nebo Mohamed (1998).
- Karel May: Leopold von Dessau (1999).
- Karel May: Samuel (1997).
- Karel May: Ve stínu palem (1998).
- Karel May: Ztracený syn (1995–1999), 15 svazků.
- Tom Mix: Město všiváků (1993).